# Ingrid Uddenberg

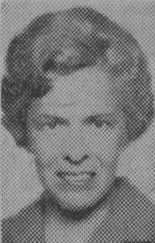
Ingrid Uddenberg

Ingrid Albertina Uddenberg, född Engvall den 12 juli 1913 i Matteus församling, Stockholm, död den 27 oktober 1998 i Lidingö församling, Stockholms län, var en svensk arkitekt.

## Biografi
Efter studentexamen 1932 vid Åhlinska skolan i Stockholm fortsatte Uddenberg studierna vid KTH 1933–1938. Hon var därefter innehavare av anställningar bland annat Albin Stark, på Byggnadsstyrelsen samt på länsarkitektkontoret i Kalmar. Mellan 1938 och 1944 arbetade hon på Sven Ahlboms arkitektkontor i Västerås åren 1938–1944 hos Gustaf Birch-Lindgren. Från 1955 drev hon egen verksamhet i samarbete med Bendt Hjelm-Jensen.
Bland verken finns bland annat Magnus Huss-kliniken vid Karolinska sjukhuset i Solna, Barnpsykiatriska kliniken i Lund och Nynäshamns sjukhus. Hon står även bakom Mariebergsskolan i Örebro samt Skärholmens kyrka. I Traneberg arbetade hon med Bendt Hjelm-Jensen 1963 för fastigheten Ammarfjället 1.
Hon var gift med arkitekten Hans Uddenberg. Makarna är begravda på Lidingö kyrkogård.

## Bilder

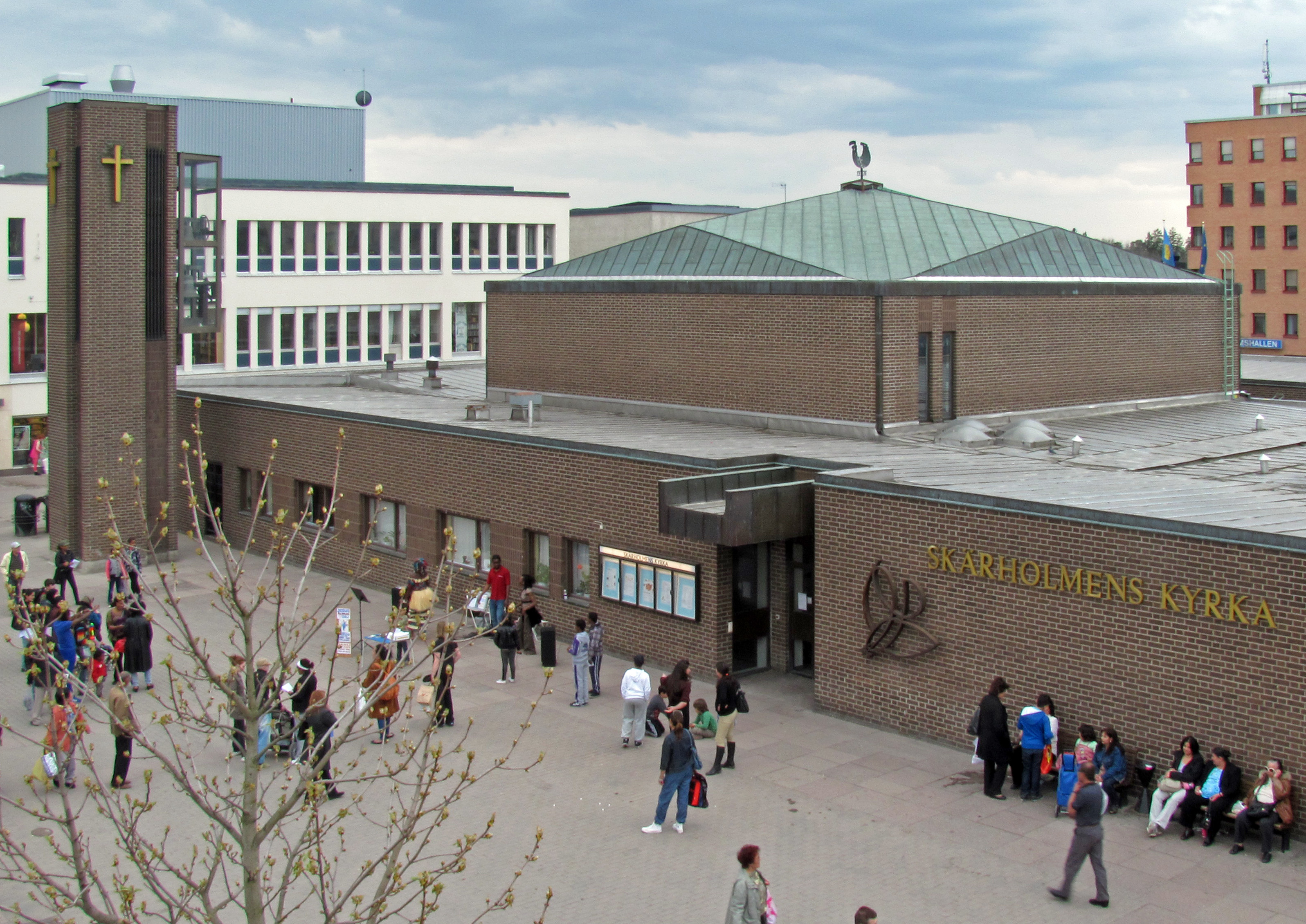
Skärholmens kyrka
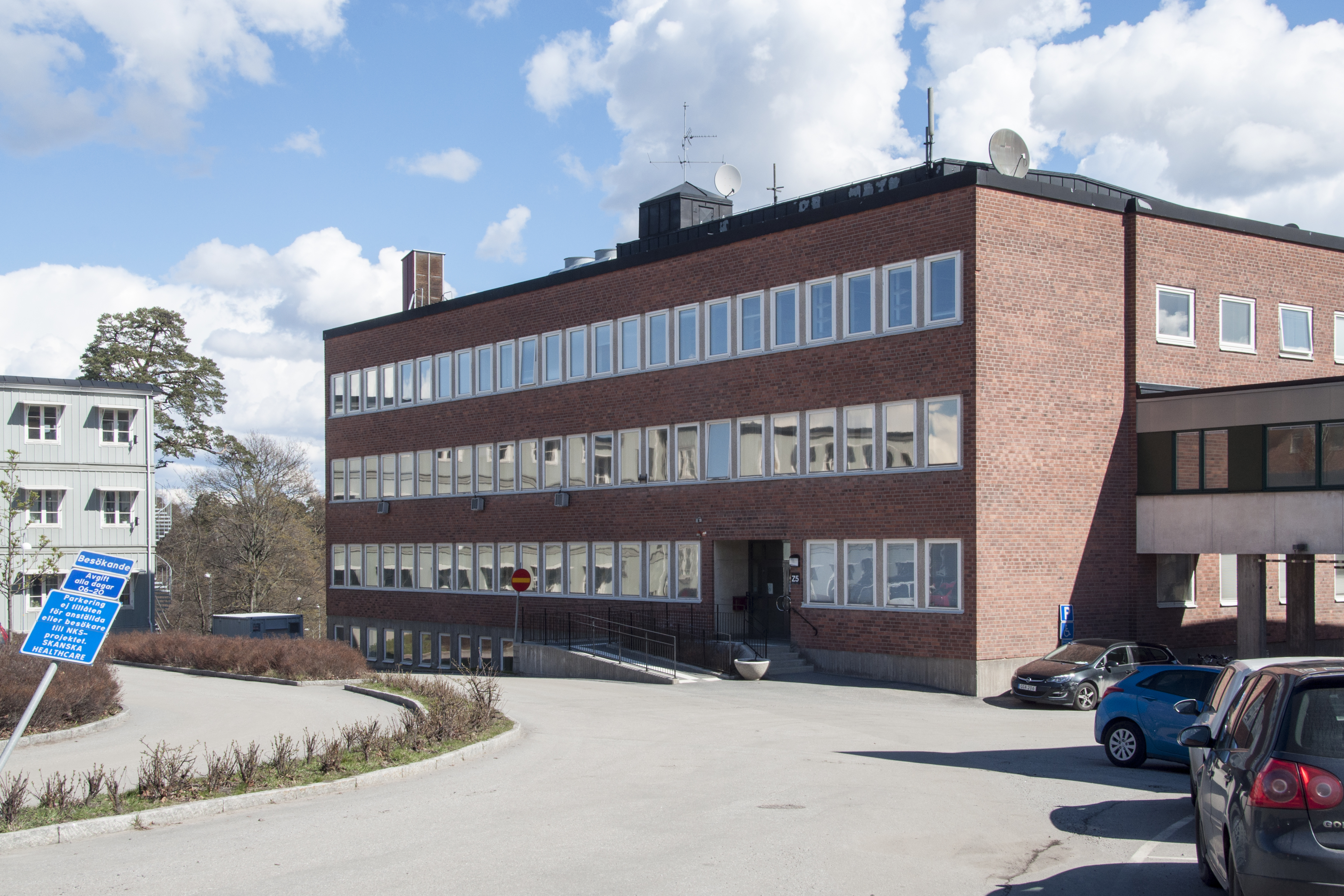
Strålskyddsinstitutet, Solna
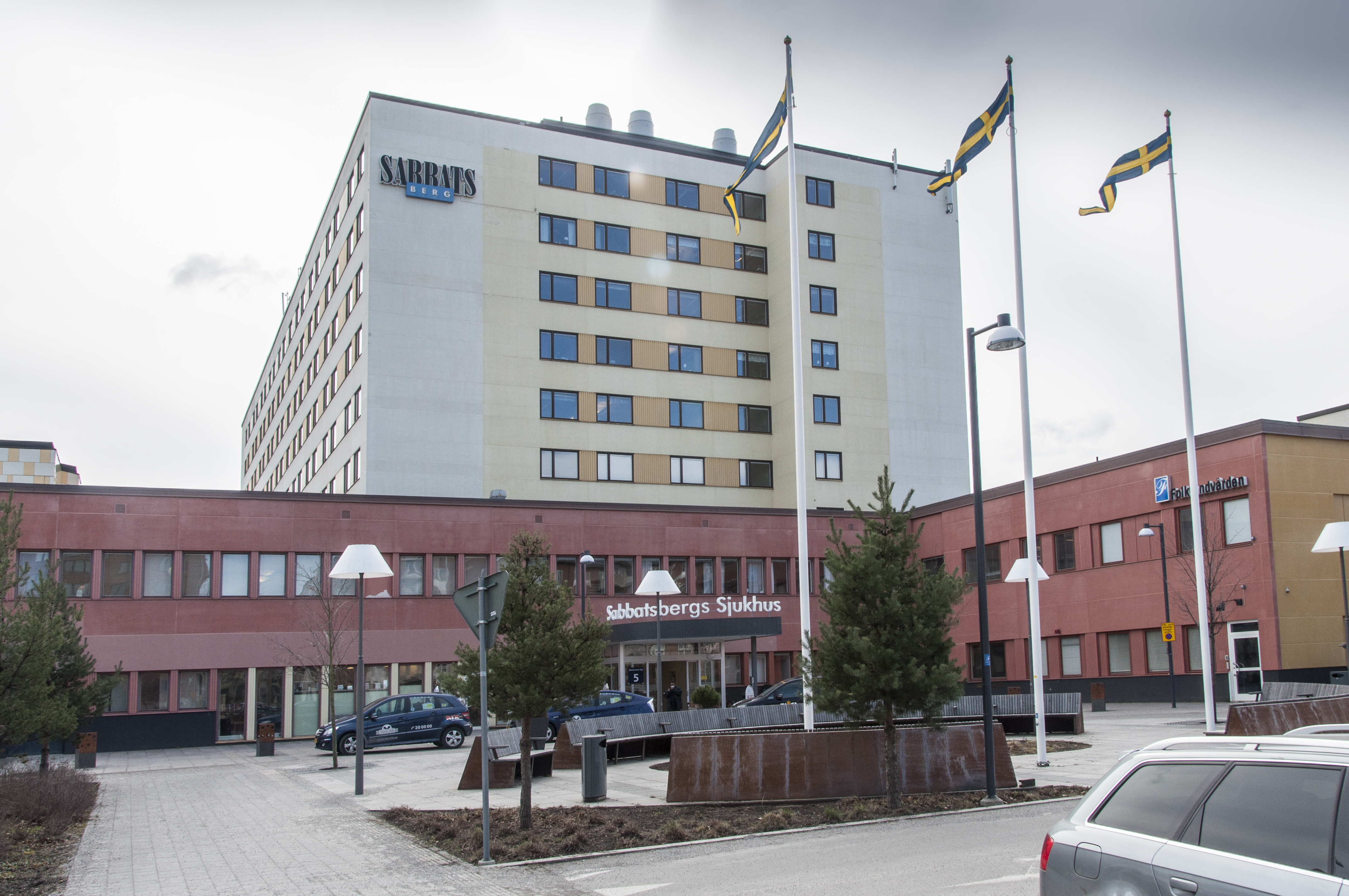
Sabbatsbergs sjukhus